# Xã Clayton, Quận Hutchinson, South Dakota
Xã Clayton (tiếng Anh: Clayton Township) là một xã thuộc quận Hutchinson, tiểu bang Nam Dakota, Hoa Kỳ. Năm 2010, dân số của xã này là 89 người.